# Карнмор
Карнмор (англ. Carnmore; ирл. An Carn Mór) — деревня в Ирландии, находится в графстве Голуэй (провинция Коннахт).